# Erwin Skamrahl
Erwin Skamrahl (* 8. března 1958) je bývalý západoněmecký atlet, sprinter, halový mistr Evropy v běhu na 200 metrů z roku 1982.

## Sportovní kariéra
V roce 1982 se stal halovým mistrem Evropy v běhu na 200 metrů. Ve stejné sezóně byl členem vítězné západoněmecké štafety na 4 × 400 metrů na evropském šampionátu v Athénách, se štafetou na 4 × 100 metrů získal bronzovou medaili. Při premiéře mistrovství světa v Helsinkách v roce 1983 byl členem stříbrné štafety na 4 × 400 metrů, v sólovém závodě na této trati doběhl čtvrtý. Startoval také na olympiádě v Los Angeles v roce 1984, v běhu na 400 metrů skončil ve čtvrtfinále, západoněmecká štafeta nepostoupila do finále.
Jeho osobní rekord na 400 metrů – 44,50 s – znamenal v roce 1983 nejlepší světový výkon této sezóny a zároveň evropský rekord. Z roku 1983 pochází i jeho osobní rekord na 200 metrů 20,44 s.